# Nyelvemléktár
A Nyelvemléktár egy 19. század végi – 20. század eleji magyar nyelvészeti-irodalomtörténeti könyvsorozat. Az 1874–1908 között megjelent kötetek középkori magyar kódexek betűhív szövegkiadásait adta közre. Szerkesztője Budenz József, Szarvas Gábor és Szilády Áron volt.

## Kötetei
- I. köt. Bécsi codex. Müncheni codex. Közzéteszi Volf György. (XXX és 382 l.) 1874
- II. köt. Veszprémi codex. – Peer c. – Winkler c. – Sándor c. – Gyöngyösi o. – Kriza c. – Bod c. Közzéteszi Volf György. (XVIII és 406 l.) 1875
- III. köt. Nagyszombati codex. – Szent Domonkos c. – Virginia c. Közzéteszik Komáromi L. és Király P. (IX és 354 l.)
- IV.–V. kötet: Érdy-codex. Közzéteszi Volf György. 2 kötet. (XXIV, 487; IV, 532 l.) 1876–1877
- VI. kötet: Tihanyi-, Kazinczy-, Horváth-codex. Közzéteszi Volf György. (XVIII, 359 l.) 1879
- VII. kötet: (57, 387 l.) 1884
- VIII. kötet. (40, 418 l.) 1884
- IX. kötet. Érsekújvári codex I. fele. (n. 8-r. XXVII és 272 l.) Bpest, 1888. Akadémia
- X. kötet. Érsekújvári codex. II. fele. (n. 8-r. VIII és 356 l.) Bpest, 1888. uo.
- XI. kötet: Debreczeni codex. Gömöry-codex. Közzéteszi Volf György. (XXIX, 383 l.) 1884
- XII. kötet: Döbrentey-codex. Teleki-codex. Közzéteszi Volf György. (XXVI, 403 l.) 1884
- XIII. kötet. Festetics codex. – Pozsonyi codex. – Keszthelyi codex. –Miskolci codex. Közzéteszi Volf György. (n. 8-r. XXX sé336 l.) Bpest, 1886. uo.
- XIV. kötet. Lobkowitz-codex. – Batthyány-codex. – Czech-codex. (n. 8-r. XLVIII és 352 l.) Bpest, 1890. uo.
- XV. kötet. Székelyudvarhelyi codex. –Guary codex. –Nádor codex. –Lázár Zelma codex. –Birk codex. –Piry hártya. [Az elsőt sajtó alá rendezte Szabó Sámuel, a többit Katona Lajos.] (n. 8-r. XLIII, 360 l.) Bpest, 1908. M. T. Akadémia

## Elektronikus elérhetőség
A sorozat köteteinek nagy része ma már elektronikus úton is elérhető a REAL-EOD című honlapon.